# Aflossingsvrije hypotheek
De aflossingsvrije hypotheek is een hypothecaire lening in Nederland zonder aflossingsschema. Deze techniek bestaat niet in België. De lener is doorgaans verplicht periodiek de rente te betalen; deze mag dan dus niet aan de schuld toegevoegd worden. De overeenkomst kan bepalen dat de lening na bijvoorbeeld dertig jaar moet worden afgelost. De lening moet zoals elke hypothecaire lening in ieder geval worden afgelost bij de verkoop van de woning.
Doorgaans wordt er bij een aflossingsvrije hypotheek niet maandelijks op de lening afgelost. In plaats daarvan wordt er vaak afgelost bij de verkoop van de woning. Net als bij de annuïteitenhypotheek blijven de maandelijkse lasten constant zolang de rente gelijk blijft. Omdat er alleen rente wordt betaald en niet wordt afgelost, gaat de lener in principe een levenslange hypotheek aan. Het lijkt op het betalen van huur, alleen is nu niet een woningbouwvereniging degene aan wie betaald wordt, maar de bank. Het bedrag dat met een aflossingsvrije hypotheek geleend wordt, wordt in het algemeen afgelost door verkoop van de woning. In het algemeen is een aflossingsvrije hypotheek niet hoger dan een percentage van de executiewaarde van de woning, meestal zo'n 75%. Deze beperkte hypotheekverschaffing geeft de hypotheekverstrekker zekerheid dat de woning bij gedwongen verkoop genoeg oplevert om de openstaande schuld te kunnen innen.
Als de rentevaste periode korter is dan de looptijd, dan kan de rentevoet wijzigen. Dit werkt evenredig door in de bruto maandlasten en het effect hiervan is relatief sterk vergeleken met andere hypotheekvormen. Dit is dus een risico. Het voordeel van een aflossingsvrije hypotheek is dat de maandelijkse lasten lager zijn dan bij elke andere hypotheekvorm (behalve aan het einde van de looptijd van een lineaire hypotheek). De geldlener kan geld overhouden aan zijn eigen woning als de waarde van de woning stijgt: de hypotheek kan dan worden afgelost en men houdt zelf de eventuele overwaarde.
Veel hypotheekvormen kennen een verplicht aan de hypotheek gekoppelde overlijdensrisicoverzekering: komt de geldlener te overlijden dan wordt de hypotheek in één keer afgelost. De aflossingsvrije hypotheek kent zo'n koppeling niet; als de geldlener samenwoont met een partner met een laag inkomen zal hij om deze in het huis te kunnen laten wonen apart een overlijdensrisicoverzekering af moeten sluiten.

## Nieuwe regels
Sinds 1 augustus 2011 geldt in Nederland een nieuwe versie van de Gedragscode Hypothecaire Financieringen die het aflossingsvrije gedeelte van de hypotheek beperkt tot maximaal 50% van de marktwaarde van de woning:
De hypothecair financier mag met de consument overeenkomen dat voor een bedrag van ten hoogste 50% van de marktwaarde van de woning op het moment van verstrekking van de hypothecaire financiering geen schema voor aflossing van de hypothecaire financiering of vermogensopbouw bestemd voor aflossing van de hypothecaire financiering wordt overeengekomen.
Een hypothecair financier komt met de consument voor het deel van de hypothecaire financiering dat het hiervoor vermelde percentage wordt overschreden overeen hetzij een zodanig aflossingsschema van de hypothecaire financiering dat dit deel van de hypothecaire financiering geleidelijk na dertig jaar na verstrekking geheel is afgelost hetzij een verplichting tot opbouw van vermogen. De consument dient het op te bouwen vermogen aan de financier te verpanden tot zekerheid voor de nakoming van de verplichtingen uit de hypothecaire financiering.
De bedoeling van de wijziging is de vermindering van restschuldrisico's. Als men kiest voor vermogensopbouw in plaats van een aflossingsschema beperkt het de hypotheekrenteaftrek niet.
De Wet herziening fiscale behandeling eigen woning bepaalt sinds 2013 dat een nieuwe hypotheek alleen kan gelden als eigenwoningschuld als deze tenminste annuïtair wordt afgelost. Financiering van een huis met zo'n lening en een aflossingsvrije is mogelijk; de eerstgenoemde kan dan wel gelden als eigenwoningschuld.
Wegens de wijziging van de gedragscode heeft de regering het aangekondigde Besluit toetskader hypothecaire kredietverlening ingetrokken. De Autoriteit Financiële Markten houdt toezicht op de naleving van de gedragscode.
Een variant van de aflossingsvrije hypotheek is de krediethypotheek. Hierbij wordt een maximumbedrag vastgesteld, en kan er naar behoefte geleend en afgelost worden zolang de schuld niet meer is dan dat bedrag.

## Risico's aflossingsvrije hypotheek
De aflossingsvrije hypotheek kent risico's. Zo verwacht de bank dat aan het einde van de looptijd de hypotheek wordt afgelost. Dit kan vanuit verkoop van de woning of door een aflossing uit eigen middelen. In het eerste geval is het risico dat de opbrengst uit verkoop lager is dan de hypotheek. De vraag is dan of men bijvoorbeeld een goedkopere koopwoning kan vinden, of een huurwoning die  betaalbaar is, gezien het inkomen, en de overwaarde waarop men kan interen. In het tweede geval is het risico dat er onvoldoende eigen middelen zijn om de hypotheek af te lossen. In sommige gevallen kan er een nieuwe hypotheek worden afgesloten aan het einde van de looptijd maar hiervoor komt een deel van de huishoudens niet in aanmerking. Dit komt doordat bij een nieuwe hypotheek wordt getoetst met het huidige inkomen en de huidige woningwaarde. Daarnaast kan vanaf 2018 nog slechts 100% van de waarde van de woning worden belast met hypotheek. Bij de huishoudens waar het niet lukt is het huidige inkomen te laag voor een nieuwe hypotheek of is de waarde van de woning te laag.

## Omkeerhypotheek
Een omkeerhypotheek of opeethypotheek is een speciaal hypotheektype voor senioren die een woning bezitten met veel overwaarde, die hen in staat stelt een deel daarvan te verzilveren. Anders dan bij een gewone aflossingsvrije hypotheek wordt de rente op de schuld bijgeschreven, wat beter past bij de doelstelling om meer te besteden te hebben. Het is te vergelijken met het periodiek verhogen van een gewone aflossingsvrije hypotheek. Mogelijks kan de woning aan derden verhuurd worden en voor de vroegere eigenaar kan een rusthuis betaald worden.
Een variant is het verkopen van het huis met behoud van het recht om er (al of niet tegen betaling van huur) te blijven wonen. In België komt deze techniek overeen met "verkopen op lijfrente met behoud van vruchtgebruik".
De condities van deze transacties hangen af van de leeftijd van de bewoner/eigenaar bij het sluiten van de overeenkomst.
De Taskforce Verzilveren is een samenwerking tussen financiële partijen en maatschappelijke organisaties waarin ook de Rijksoverheid participeert, om bij het verzilveren van overwaarde voor gepensioneerden praktische belemmeringen weg te nemen en praktische mogelijkheden in kaart te brengen (start 4 oktober 2012).